# 潘朵拉之心
《潘朵拉之心》是望月淳創作的日本漫畫作品。於《月刊GFantasy》（史克威爾艾尼克斯）2006年6月號開始連載，于2015年6月27日完結。2007年12月發售廣播劇CD；2008年11月底決定改編成動畫，2009年4月至9月播放。

## 故事
四大公爵家貝薩流士家的下一任當家奧茲·貝薩流士，在15歲的成人儀式中因他的存在這種莫須有的罪名，被阿嵬茨的使者流放至阿嵬茨這個黑暗監獄中。之後，奧茲在阿嵬茨中與被稱作「染血黑兔」的靈體「艾莉絲」相遇，並藉著與她訂下契約逃脫牢獄。逃出後，奧茲開始追尋自己被使者判罪的理由，並幫助艾莉絲追尋她喪失的記憶。
由《愛麗絲夢遊仙境》和《綠野仙蹤》為靈感，進行創作。

## 用語
靈體（鎖鏈）（Chains）
阿嵬茨中誕生的生命體總稱。能力各不相同，其中染血黑兔和笑面貓是相當特殊的靈體，兩者都相當接近「阿嵬茨的意志」。
- 染血黑兔（/B-rabbit）

違法契約者奧茲‧貝薩流士的靈體。雖然是違法契約卻不需要吃人，使用一把巨大鐮刀當作武器。實則是愛麗斯的黑兔玩偶·奧茲被化成靈體的樣子。
- 笑臉貓（/Cheshire）

不需要契約者，是"阿嵬茲的意志"的狂熱分子。
- 瘋帽子（/Mad Hatter）

契約者是札克席茲‧布雷克。能排除與阿嵬茨相關的事物（包括鎖鏈），是為了將鎖鏈否定且殲滅殆盡而誕生的鎖鏈。
- 黑鴉（/Raven）

契約者是基爾巴特‧奈特雷伊。外型是渡鴉，奈特雷伊家從巴司卡瓦中奪來有著黑羽翼的靈體。會釋放出藍色火焰。
- 贾巴沃克（/Jabberwocky）

契約者是李歐·巴司卡瓦，巴司卡瓦的下一任當家。外型是有著黑羽翼的龍。
- 獅鷲（/Griffon）

契約者是札伊‧貝薩流士。貝薩流士家從巴司卡瓦中奪來有著黑羽翼的靈體。
- 愚鳩（/Dodo）

契約者是路法斯·巴爾馬。能力為製造幻覺。巴爾馬家從巴司卡瓦中奪來有著黑羽翼的靈體。
- 梟

契約者是謝莉爾‧蘭茲華斯。能力為製造無法傳遞視像和聲音的「無音的黑暗」，還能變化大小當成交通工具，蘭玆華斯家從巴司卡瓦中奪來有著黑羽翼的靈體。
- 獨角獸（/Eques）

契約者是夏蘿‧蘭茲華斯。擅於情報收集和移動。
- 三月兔（/March Hare）

契約者是雷姆‧魯內特。能力是假死。
- 睡鼠（/Dormouse）

契約者是文森特‧奈特雷伊。能力是接觸對方頭部一段時間使其昏睡，但受其影響，契約者容易陷入昏睡。
- 里奧（/Leon）

契約者是洛蒂‧巴司卡瓦的子民。戴著王冠的獅子外型，有超群的戰鬥力。
- 禱耳達＆兜魯迪（/Tweedledum and Tweedledee）

契約者是孳瓦，巴司卡瓦的子民。以絲線操控他人。
- 班德史納奇（/Bandersnatch）

契約者是莉莉，巴斯卡瓦的子民。有著犬的外型。
- 白色騎士（/White Knight）

50年前的違法契約者 凱賓‧雷格納德（即札克席茲‧布雷克）的靈體。人們以恐懼的語氣「紅眼的亡靈」稱呼之。
- 蛋人（/Humpty Dumpty）

核之契約者是艾略特‧奈特雷伊。會藉由增加作為自己的分身——契約者人數來分散刻印負擔，模仿引發獵人頭事件的靈體。
- 死刑執行人（/Demios）

契約者是文森特‧奈特雷伊。又被稱為獵頭女王（首狩りの女王）。屬於違法契約，但未知為何契約者免於墮入阿嵬茨。是真正引發獵人頭事件的靈體。
- 蟲（/Caterpillar）

違法契約者威廉‧威斯特的靈體。
契約者
與靈體簽訂契約的人。
一般人擅自與靈體簽訂契約，會成為違法契約者，胸前會出類似時鐘的黑色刻印。簽約目的，大多是受到靈體以「能改變過去」吸引。但為了得到這種力量，違法契約者必須把人送給靈體當食物，不斷殺人，直到胸口刻印的指針繞完一圈，最終墜入阿嵬茨最下層為止，而當胸前的指針快繞完時，契約者也會承受與靈體所受到的傷害相同的痛苦。此外，其簽約方式─靈體必須得到契約者的同意、契約者必須呼喊靈體的名字、吸取靈體的血液才算完成契約。
巴司卡瓦的子民為阿嵬茨的使者。本來與鎖鏈的契約是只有他們才被允許的權力，即使他們在完成契約後都會在胸口出現刻印，卻不會出現刻針，亦不會被墜入阿嵬茨。
潘朵拉自行研究的方法——將靈體的血塗抹在封血鏡中。這樣不用直接吸取靈體的血液所以不會成為違法契約者，但能發揮的力量較小，而且有著鏡子破裂契約會立即失效的風險。另外，此類型有時會出現因契約影響而導致身體停止成長的案例，此種類型並非長生不老，反而容易對身體造成負擔。另外，透過四大家族的門扇而簽訂契約的契約者，一旦門扇的鑰匙被某人壓抑著，就會被強制截斷流入鎖鏈體內的力量，從而使鎖鏈不能活動。若鑰匙被破壞，則透過門扇訂立契約的鎖鏈都暫時不能使用。
當契約者拒絕自己訂契約的靈體，靈體就無法存在於現世，但契約者本身也會死。
阿嵬茨（Abyss）
在民間傳說中，惡作劇過頭，就會有阿嵬茨使者前來將他帶到可怕的監獄——阿嵬茨中流放。但事實上，這裡不光存在著各種不同的危險靈體，也非一個單純的囚禁地。
根據潘朵拉和巴司卡瓦子民的說法，阿嵬茨是一個時間錯亂的異空間，擁有自身意志，能夠生產靈體這種武器。將人類變成靈體，賦予無生命體意志，同時與時間有著緊密的連結，支配這一切萬物的核心。
另外，在一百年前的「沙布利耶的悲劇」前，「阿嵬茨」是個黃金般美麗的世界，不過亦存在著「黑點」—「阿嵬茨的黑暗」。即將這邊世界的「扭曲」—罪孽之子—歸還的場所。墜到那兒的人，即使是巴司卡瓦的子民也不可能逃離，那人的存在會被噬碎溶解直至消亡，不會有百年輪迴，而是完全的死亡。
巴司卡瓦子民（The Baskerville race）
有著「阿嵬茨的使者」、「紅色死神」的稱呼，造成100年前「沙布利耶悲劇」的家族，葛蘭‧巴司卡瓦是管理此家族唯一且永遠的主人。成員總以紅色斗篷出現在世人面前。
在發生「沙布利耶悲劇」前，身為阿嵬茨的管理者，其所承擔的職責必須和其他貴族劃清界線，不輕易出現在歷史的表面舞台上，將自身一切的存在隱藏在黑暗中，甚至有人認為其存在僅傳說而已。悲劇之後，貴族間才清楚認知到他們的存在，但在失去當家葛蘭的身影後，家族沒落，作為罪人被國家追捕。
在銷聲匿跡多年之後，在奧茲‧貝薩流士的成人儀式中打破沉默，堅持將之留放阿嵬茨。而在奧茲返回現世的現在，除了努力尋找妨礙主人葛蘭覺醒的封印外，並試圖再度奪回通往阿嵬茨四道門的所有權，以引起第二次的「沙布利耶悲劇」。
按照巴斯卡瓦子民自身的說法，他們並沒有巴斯卡瓦的血脈，而是被阿嵬茨選定的使者，會自動前往葛蘭的身邊。傳說成為巴司卡瓦的子民是和阿嵬茨最相配的人，同時也會扭曲周圍的事物、招致不幸。其中又以作為當家的葛蘭所帶來的「扭曲」最為嚴重。
四大公爵家
指的是貝薩流士、奈特雷伊、蘭茲華斯和巴爾馬這四個家族。在100年前的「沙布利耶悲劇」中，在傑克·貝薩流士的引導之下，因阻止巴司卡瓦的滅世陰謀而得到通往阿嵬茨的四道門。國家因而賦予其許多地位與權利。
僅管過去曾是共同戰鬥的伙伴，但目前相處卻並不很和睦、彼此互相監視，其中貝薩流士和奈特雷伊兩家關係特別不和睦，特別是有傳言指出奈特雷伊有著企圖綁架奧茲及殺害其母的嫌疑後，兩家關係更加惡化，彼此敵對。
- 貝薩流士（ベザリウス/Vessalius）─目前的當家是奧斯卡‧貝薩流士。被稱為大英雄傑克‧貝薩流士的後代，享有英雄世家的美名。敵視奈特雷伊家。
- 奈特雷伊（ナイトレイ/Nightray）─與貝薩流士家不同，背負著背叛者的汙名，在黑社會比較活躍，所接獲的大多是些暗殺、諜報等見不得光的工作。仇視貝薩流士家。在獵人頭事件中被盯上。
- 蘭茲華斯（レインズワース/Rainsworth）─目前的當家是夏麗爾·蘭茲華斯，唯一的女公爵，但能力卻不輸其他三位。
- 巴爾馬（バルマ/Barma）─外來的貴族，目前的當家是路法斯·巴爾馬，最長壽的公爵，掌握許多情報和資料。

辛克雷亞家（Sinclair）
50年前，布雷克服侍的貴族家族，因為被四大公爵家看不順眼而被滅絕。雖然「阿嵬茨的意志」改變了過去，卻仍然逃不過被滅的命運。
潘朵拉（Pandora）
由四大公爵家所成立，表面上是國家直屬的維安機關，暗地裡卻在從事阿嵬茨的研究，並處理有關違法契約者事件的組織。目的與巴司卡瓦相同——得到「阿嵬茨的意志」外，並防止「沙布利耶悲劇」重演。
拉特維茲學院
由13歲到18歲的貴族小孩組成的菁英學校，艾達、埃利奧特和李歐皆為此校學生。在過去有著形形色色如監獄、聖堂等用途，也有許多的密道存在，100年前由巴斯卡瓦所有。
白色天使之家
奈特雷伊家為因違法契約者而失去雙親的孩子所建設的收容機構，位於沙布利耶的貧民窟附近。違法契約者「蟲」的兒子——菲力普也在此；里奧過去也曾呆在這。
表面為收留因鎖鏈事故而喪失父母的孩子，實則是提供實驗體的孤兒，因為與「阿嵬茨」有緣的人可以很容易召喚鎖鏈，再加上是小孩子的話更能使其輕易結下契約。
拉貝優
目前的首都。
沙布利耶（Sablier）
100年前墜入阿嵬茨的城市、過去的首都。對外宣稱是因為地震，真正原因是當時巴司卡瓦的當家——葛蘭·巴司卡瓦為了得到「阿嵬茨的意志」，將整城的百姓作為獻給阿嵬茨的活祭品而展開大屠殺，後又全部墜入阿嵬茨深淵中的城市。詳細原因仍不明，在後世以「薩布里耶悲劇」稱呼。
現在的沙布利耶周圍是巨大的貧民窟，中心點則以有毒氣為由，被潘朵拉管制不准任何人進入。其實進入後會出現幻影，若受其迷惑將再也無法回頭。
對潘朵拉來說，此地曾作為實驗場——研究阿嵬茨的力量如何影響人類；對巴司卡瓦而言，其內有其地盤存在——通往阿嵬茨的第五扇門扉。
阿嵬茨的意志（The Intention of the Abyss）
曾以白兔子的模樣現身過。是潘朵拉和巴司卡瓦共同爭奪的目標。
真實身份為蕾依希在阿嵬茨誕下的雙胞胎之一，與「染血黑兔艾莉絲」是靈魂結合的雙胞胎。體內除了有自身的人格，還存在著阿嵬茨的心臟—「阿嵬茨之核」—據說如果有人接觸到「它」的話就可以有著顛覆世界的力量。
門（Doors）
指的是能連接通往阿嵬茨的門扉，共五扇，每扇門裡各有一隻黑羽翼的靈體，分別是獅鷲、黑鴉、愚鳩、梟、札巴沃克，是得到「阿嵬茨意志」的關鍵。擁有門的鑰匙代表有著門的所有權，而鑰匙並無明確外型，只知道門的持有者會將鑰匙稱為光之玉隱藏起來。
過去為巴司卡瓦家擁有，在沙布利耶悲劇後，其中四道門為四大公爵家各自擁有，而第五道門仍在巴司卡瓦手中。
沉默之鐘
故事最初奧茲成人儀式裡的壁鐘，預言中「當歸人降臨約束之地，沉默之鐘將再度響起。摯友之刃閃爍紅光。血滴，侵蝕出陰黯之路......」說明奧茲在成人儀式那天發生的事。奧茲是唯一能夠喚醒沉默之鐘的人，可見他和「阿嵬茨的意志」之間有著神秘的聯繫。
罪孽之子
100年前，對擁有紅色瞳孔的人的歧視用語。認為天生擁有紅眼瞳的人會招來災禍，因此總是容易遭到迫害和欺侮。在100年後已漸漸被人們淡忘。
可以接觸本來應該只有葛蘭才被允許接觸的阿嵬茨之核，即使是葛蘭，接近「核」也只能是在非正常事態之下。由於他們的存在十分危險，所以必須被葛蘭墜入阿嵬茨。
根劇歷代葛蘭的描述，也有親族存在罪孽之子的例子。而全部皆由成為葛蘭的親族親手墜落至阿嵬茨的「黑暗」。由於巴司卡瓦選上的人會使周圍扭曲，如果要成為「葛蘭」的人身旁有罪孽之子，那會被認定是葛蘭製造出來扭曲的一部份。因為「自己製造的東西必須自己處理」。其他的理由是鎖鏈的練習對象和作為活祭品等。
獵人頭事件
潘朵拉設立以來所發生最凶惡的事件，受害者的頭都被人砍下，而且大多是奈特雷伊家的人。在主要線索蟲之違法契約者——威廉‧魏斯特死去之後，案情陷入膠著。對於兇手人們以首獵女王（クイン.オブ.ザ.ハート）稱呼之。
《聖騎士物語》
講述子爵四子愛德溫和侍從愛德格的冒險故事，是當時相當受歡迎的系列小說。奧茲和埃利奧特皆是此書書迷，只是兩人對書中角色見解不同而槓上。
《席薇小姐和她的遜狗們》
浪漫史小說。內容記載調教男性的手腕相當高明實用，是蘭玆華斯家的女性必讀經典。
聖布莉潔特節
在拉貝優舉辦的祭典。源由是藍羽天使布莉潔特愛上了人類，為了使她能輕盈地飛落人間且不被發現，人們便在那天穿上藍色羽毛的衣服。現在轉變為可以將真正的自我隱藏在華麗的服飾下，以另一個人的身分度過的節日。祭典中，由男方為女方別上羽毛頭飾的行為，有著求婚的意思。
將太娃娃
相當受女性歡迎的脫力系小熊布娃娃，艾歌和夏蘿的奶奶都很喜歡。

## 出版書籍

### 單行本
| 冊數 | 史克威爾艾尼克斯 | 史克威爾艾尼克斯       | 尖端出版社     | 尖端出版社             |
| 冊數 | 發售日期         | ISBN                   | 發售日期       | EAN / ISBN             |
| ---- | ---------------- | ---------------------- | -------------- | ---------------------- |
| 1    | 2006年10月27日   | ISBN 978-4-7575-1808-7 | 2007年11月7日  | EAN 471-7702-21554-5   |
| 2    | 2007年3月27日    | ISBN 978-4-7575-1979-4 | 2008年2月13日  | EAN 471-7702-21719-8   |
| 3    | 2007年7月27日    | ISBN 978-4-7575-2062-2 | 2008年8月13日  | EAN 471-7702-21984-0   |
| 4    | 2007年12月27日   | ISBN 978-4-7575-2193-3 | 2008年12月9日  | EAN 471-7702-22255-0   |
| 5    | 2008年4月26日    | ISBN 978-4-7575-2272-5 | 2009年1月6日   | EAN 471-7702-22256-7   |
| 6    | 2008年8月27日    | ISBN 978-4-7575-2367-8 | 2009年3月10日  | EAN 471-7702-22392-2   |
| 7    | 2008年12月27日   | ISBN 978-4-7575-2454-5 | 2009年8月14日  | EAN 471-7702-22683-1   |
| 8    | 2009年3月27日    | ISBN 978-4-7575-2526-9 | 2009年10月13日 | EAN 471-7702-22814-9   |
| 9    | 2009年7月27日    | ISBN 978-4-7575-2631-0 | 2010年1月28日  | EAN 471-7702-23055-5   |
| 10   | 2009年11月27日   | ISBN 978-4-7575-2735-5 | 2010年7月28日  | EAN 471-7702-23271-9   |
| 11   | 2010年3月27日    | ISBN 978-4-7575-2833-8 | 2010年12月9日  | EAN 471-7702-23604-5   |
| 12   | 2010年7月27日    | ISBN 978-4-7575-2947-2 | 2011年4月19日  | EAN 471-7702-23913-8   |
| 13   | 2010年11月27日   | ISBN 978-4-7575-3077-5 | 2011年6月13日  | EAN 471-7702-24078-3   |
| 14   | 2011年3月27日    | ISBN 978-4-7575-3182-6 | 2011年10月13日 | EAN 471-7702-24384-5   |
| 15   | 2011年7月27日    | ISBN 978-4-7575-3304-2 | 2012年2月8日   | EAN 471-7702-24551-1   |
| 16   | 2011年11月26日   | ISBN 978-4-7575-3304-2 | 2012年8月14日  | EAN 471-7702-24992-2   |
| 17   | 2012年3月27日    | ISBN 978-4-7575-3358-5 | 2013年1月8日   | EAN 471-7702-25292-2   |
| 18   | 2012年7月27日    | ISBN 978-4-7575-3682-1 | 2013年10月9日  | EAN 471-7702-25651-7   |
| 19   | 2012年11月27日   | ISBN 978-4-7575-3584-8 | 2014年10月6日  | EAN 471-7702-26260-0   |
| 20   | 2013年5月27日    | ISBN 978-4-7575-3585-5 | 2014年12月18日 | EAN 471-7702-26409-3   |
| 21   | 2013年11月27日   | ISBN 978-4-7575-4151-1 | 2015年1月21日  | EAN 471-7702-26406-2   |
| 22   | 2014年4月24日    | ISBN 978-4-7575-4197-9 | 2015年3月30日  | EAN 471-7702-26553-3   |
| 23   | 2015年6月27日    | ISBN 978-9-5710-6324-9 | 2016年1月13日  | ISBN 978-957-106-324-9 |
| 24   | 2015年6月27日    | ISBN 978-9-5710-6356-0 | 2016年2月2日   | ISBN 978-957-106-356-0 |

### 公式書
| 書名                                            | 史克威爾艾尼克斯 | 史克威爾艾尼克斯       | 尖端出版社    | 尖端出版社           |
| 書名                                            | 發售日期         | ISBN                   | 發售日期      | EAN                  |
| ----------------------------------------------- | ---------------- | ---------------------- | ------------- | -------------------- |
| Pandora Hearts Official Guide 8.5 mine of mine  | 2009年3月27日    | ISBN 978-4-7575-2531-3 | 2010年7月28日 | EAN 471-7702-23272-6 |
| Pandora Hearts Official Guide 18.5~Evidence~    | 2012年7月27日    | ISBN 978-4-7575-3649-4 |               |                      |
| Pandora Hearts Official Guide 24+1 Last Dance！ | 2015年6月1日     | ISBN 978-4-7575-4530-4 |               |                      |

### 其他書籍
小說
- 《潘朵拉之心～Caucus race～》（PandoraHearts 〜Caucus race 〜）原作、插畫：望月淳，作者：

| 書名 | 史克威爾艾尼克斯 | 史克威爾艾尼克斯       | 尖端出版社     | 尖端出版社             |
| 書名 | 發售日期         | ISBN                   | 發售日期       | ISBN                   |
| ---- | ---------------- | ---------------------- | -------------- | ---------------------- |
| 1    | 2011年3月26日    | ISBN 978-4-7575-3186-4 | 2012年2月8日   | ISBN 978-957-10-4708-9 |
| 2    | 2012年3月27日    | ISBN 978-4-7575-3545-9 | 2012年12月13日 | ISBN 978-957-10-5026-3 |
| 3    | 2013年5月27日    | ISBN 978-4-7575-3936-5 |                |                        |

畫冊
| 冊數                                       | 史克威爾艾尼克斯 | 史克威爾艾尼克斯       |
| 冊數                                       | 發售日期         | ISBN                   |
| ------------------------------------------ | ---------------- | ---------------------- |
| 望月淳 画集 PandoraHearts～odds and ends～ | 2009年9月26日    | ISBN 978-4-7575-2674-7 |
| 望月淳 2nd画集 PandoraHearts「There is.」  | 2015年6月27日    | ISBN 978-4-7575-4531-1 |

公式動畫導讀
| 冊數 | 史克威爾艾尼克斯 | 史克威爾艾尼克斯       |
| 冊數 | 發售日期         | ISBN                   |
| ---- | ---------------- | ---------------------- |
| 全   | 2009年9月26日    | ISBN 978-4-7575-2694-5 |

## 電視動畫

### 主題曲
片頭曲「Parallel Hearts」
作詞・作曲・編曲：梶浦由記、歌：FictionJunction（KAORI、KEIKO、WAKANA、Yuriko Kaida）
片尾曲
「Maze」（第1話－第13話）
作詞：ああ、作曲：奥井雅美、編曲：MACARONI☆、歌：savage genius feat.近江知永
（第14話－第25話）
作詞：ああ、作曲：奥井雅美、編曲：西田マサラ、歌：savage genius
插入曲「everytime you kissed me」（第25話）
作詞・作曲・編曲：梶浦由記、歌：Emily Bindiger

### 各集標題
| 話數 | 日文標題 | 英文標題                | 中文標題           | 編劇       | 分鏡         | 演出         | 作畫監督                 |
| ---- | -------- | ----------------------- | ------------------ | ---------- | ------------ | ------------ | ------------------------ |
| 1    |          | Innocent Calm           | 無罪之平靜         | 關島真賴   | 加戶譽夫     | 上田茂       | 堀たえ子                 |
| 2    |          | Tempest of Conviction   | 斷罪之風暴         | 久保田雅史 | 中村里美     | 中村里美     | 高橋晃                   |
| 3    |          | Prisoner&Alichino       | 迷路的孩子和黑兔子 | 荒木憲一   | 高橋秀彌     | 高橋秀彌     | 大浪太 長屋侑利子        |
| 4    |          | Rendezvous              | 晨光照射之處       | 北島博明   | 西森章       | 岩永彰       | 永久芳 MANASITA          |
| 5    |          | Clockwise Doom          | 時鐘轉動的噩夢     | 丸川直子   | 上坪亮樹     | 上坪亮樹     | 乘田拓茂                 |
| 6    |          | Where am I?             | 交錯的位置         | 久保田雅史 | 黑田幸生     | 黑田幸生     | 谷友紀子 渡辺奈月        |
| 7    |          | Whisperer               | 來自深淵的呼喊     | 荒木憲一   | 小坂春女     | うえだしげる | 竹谷今日子               |
| 8    |          | Question                | 隱者的追問         | 北島博明   | 孫承希       | 孫承希       | 大浪太 長屋侑利子        |
| 9    |          | Malediction             | 詛咒的言語         | 關島真賴   | 西森章       | 岡佳廣       | 松井祐子                 |
| 10   |          | Grim                    | 重疊的影子         | 丸川直子   | 高橋秀弥     | 高橋秀弥     | 高橋晃                   |
| 11   |          | A Lost Raven            | 墮落的黑鴉         | 北島博明   | 西森章       | 岩永彰       | 永松久芳                 |
| 12   |          | Welcome to Labyrinth    | 鏡之國             | 久保田雅史 | 黑田幸生     | 黑田幸生     | 渡辺奈月                 |
| 13   |          | Keeper of the secret    | 扭曲記憶中的居民   | 荒木憲一   | 二瓶勇一     | 上坪亮樹     | 乘田拓茂                 |
| 14   |          | Hollow Eye Socket       | 紅眼的惡魔         | 關島真賴   | うえだしげる | うえだしげる | 高橋晃                   |
| 15   |          | Who killed poor Alice?  | 為誰之語           | 荒木憲一   | 中村美       | 中村美       | 竹谷今日子 佐野陽子      |
| 16   |          | His name is...          | 英雄與少年         | 久保田雅史 | 黑田幸生     | 黑田幸生     | 小谷杏子                 |
| 17   |          | Hello my sister!        | 懷舊的旋律         | 北島博明   | 樋口香       | 高桥秀彌     | 熊谷勝弘                 |
| 18   |          | Eliot&Leo               | 關於某位從者之死   | 丸川直子   | 平尾みほ     | 平尾みほ     | 小林千鶴                 |
| 19   |          | The pool of Tears       | 淚之池             | 荒木憲一   | 孫承希       | うえだしげる | 高橋晃                   |
| 20   |          | Modulation              | 流逝的聲音         | 久保田雅史 | 上坪亮樹     | 上坪亮樹     | 長屋侑利子 村上真紀 南凛 |
| 21   |          | Snow White Chaos        | 純白的黑           | 關島真賴   | 黑田幸生     | 黑田幸生     | 永松久芳 Hue Hye Jung    |
| 22   |          | Counter value of loss   | 失意的代價         | 北島博明   | 中村美       | 高橋秀彌     | 空流辺廣子 門智明        |
| 23   |          | A warp in World         | 顛倒的世界         | 久保田雅史 | 樋口香       | うえだしげる | 长屋侑利子 大浪太        |
| 24   |          | Kyrie                   | 可悲的讚歌         | 荒木憲一   | 榎本明廣     | 黑田幸生     | 山岡信一 堀たえ子        |
| 25   |          | Beyond the winding road | 邁向否定的彼方     | 關島真賴   | 高橋秀彌     | 加戶譽夫     | 小林千鶴                 |

### 播放電視台
日本深夜動畫：下文記載的日本国内播放時間使用日本標準時間（UTC+9）表示。因為部分時間标识會採用30小时制，因此請留意这类超过24:00的时间，其實際播放時間為翌日清晨。
| 播放地區   | 播放電視台   | 播放日期                | 播放時間（UTC+9）          | 聯播網         | 備註       |
| ---------- | ------------ | ----------------------- | -------------------------- | -------------- | ---------- |
| 關東廣域圈 | TBS電視台    | 2009年4月2日-9月24日    | 星期四 25時29分 - 25時59分 | TBS系列        | 製作電視台 |
| 近畿廣域圏 | 每日放送     | 2009年4月9日-10月1日    | 星期四 26時25分-26時55分   | TBS系列        |            |
| 中京廣域圏 | 中部日本放送 | 2009年4月9日-10月1日    | 星期四 26時30分-27時00分   | TBS系列        |            |
| 日本全域   | BS-TBS       | 2009年4月25日-10月10日  | 星期六 24時30分-25時00分   | BS放送         |            |
| 日本全域   | AT-X         | 2010年7月9日 - 12月24日 | 星期五 9:00 - 9:30         | 動畫專門CS放送 | 有重播     |

## 網路廣播
- 『パンドララジオ〜アヴィスの使者がやってくる!?〜』
- 節目主持：皆川純子（奧茲‧貝薩流士）、鳥海浩輔（基爾巴特‧奈特雷伊）
- 播放日期：2009年3月13日-2009年10月9日(全15回)
- 更新日：每個月第2和第4個星期五更新一回
- 播放網站：（日語）メディファクラジオ （页面存档备份，存于）

### CD
- PandoraHearts ORIGINAL SOUNDTRACK1 梶浦由記
- PandoraHearts ORIGINAL SOUNDTRACK2 梶浦由記
- TV「Pandora Hearts」OP「Parallel Hearts」／FictionJunction
- TV「Pandora Hearts」ED「Maze」／savage genius feat.近江知永
- TV「Pandora Hearts」ED - 私をみつけて。／savage genius
- 【PandoraHearts Radio special CD Vol.1】华丽なる美食対决Vol．１
- 【PandoraHearts Radio special CD Vol.2】～肉、肉、お肉～♪ 究極の牛肉パラダイス～
- 【PandoraHearts Radio special CD Vol.3】～ロケ？海外？どこでラジオをやってるの!?～
- 【PandoraHearts Drama CD1】ベザリウス学園の悪夢
- 【PandoraHearts Drama CD2】アリスのお茶会

## 影音商品

### 影像特典
『PandoraHearts おまけ』
- DVD各卷收錄映像特典，多根據單行本裏封的惡搞漫畫改編。

| DVD卷數       | DVD封面人物         | 開場人物             | 扉頁畫面 | 副標題                          | 編劇       | 分鏡   | 演出   | 作畫監督                              |
| ------------- | ------------------- | -------------------- | --- | ------------------------------- | ---------- | ------ | ------ | ------------------------------------- |
| 第Ⅰ話 (1)     | 奧茲‧貝薩流士       | 奧茲‧貝薩流士        | PandoraHearts（女僕們之心）                                                                                 | 神秘偵探 布雷喀!!!              | 丸川直子   | 孫承希 | 孫承希 | 小林千鶴                              |
| 第Ⅱ話 (2-4)   | 艾莉絲(染血黑兔)    | 基爾巴‧奈特雷伊(小)  | PandoraHearts（熊貓之心）                                                                                   | 夏蘿的心跳大作戰                | 丸川直子   | 孫承希 | 孫承希 | 小林千鶴                              |
| 第Ⅲ話 (5-7)   | 基爾巴‧奈特雷伊(大) | 基爾巴‧奈特雷伊(大)  | PandoraHearts（潘朵拉學園 棒球部） PandoraHearts（潘朵拉學園 網球部） PandoraHearts（潘朵拉學園 劍道部）    | 令人心跳的 潘朵拉學園!!!        | 丸川直子   | 孫承希 | 孫承希 | 作畫監督-世良悠子 總作畫監督-小林千鶴 |
| 第Ⅳ話 (8-10)  | 夏蘿·蘭茲華斯       | 艾莉絲               | PandoraHearts（睡臉系列）                                                                                   | 艾莉絲和艾可的購物              | 松村ゆかり | 孫承希 | 孫承希 | 作畫監督-世良悠子 總作畫監督-小林千鶴 |
| 第Ⅴ話 (11-13) | 札克席茲‧布雷克     | 札克席茲‧布雷克      | PandoraHearts（水上運動）                                                                                   | 令人心跳的 潘朵拉學園<Part2>!!! | 丸川直子   | 孫承希 | 孫承希 | 作畫監督-世良悠子 總作畫監督-小林千鶴 |
| 第Ⅵ話 (14-16) | 文森‧奈特雷伊       | 夏蘿·蘭茲華斯        | PandoraHearts（睡臉系列Ⅱ）                                                                                  | 第九次的奇蹟!?                  | 松村ゆかり | 孫承希 | 孫承希 | 作畫監督-世良悠子 總作畫監督-小林千鶴 |
| 第Ⅶ話 (17-19) | 傑克‧貝薩流士       | 艾略特‧奈特雷伊&里歐 | PandoraHearts（聖騎士角色扮演） PandoraHearts（RPG (?)的角色扮演） PandoraHearts（戰國武將角色扮演）        | 聖騎士物語 連環畫劇             | 丸川直子   | 孫承希 | 孫承希 | 作畫監督-世良悠子 總作畫監督-小林千鶴 |
| 第Ⅷ話 (20-22) | 艾可                | 文森‧奈特雷伊&艾可   | PandoraHearts （笑臉貓篇-別小看我-） PandoraHearts （笑臉貓篇-貓咪鍋-） PandoraHearts （笑臉貓篇-大怪獸 -） | 笑臉貓的房間                    | 松村ゆかり | 孫承希 | 孫承希 | 作畫監督-世良悠子 總作畫監督-小林千鶴 |
| 第Ⅸ話 (23-25) | 奧茲‧貝薩流士       | 傑克‧貝薩流士        | PandoraHearts（溫泉旅行 -男湯-) PandoraHearts（溫泉旅行-女湯-） PandoraHearts（溫泉旅行-宴會で…-）          | 放鬆的空間ABYSS                 | 丸川直子   | 孫承希 | 孫承希 | 作畫監督-世良悠子 總作畫監督-小林千鶴 |

## 單篇版
作者望月淳的出道單篇作品，設定和角色與本篇「潘朵拉之心」相似，但故事並無關係。刊登於2005年1月號「月刊GFantasy」，並作為特別短篇收錄於單行本「Pandora Hearts 8」。

### 故事
城市出現了將年輕女子分屍、被稱為「B-rabbit (ビーラビット)」的連環殺手。
哈里斯=華生(ハリス＝ワトソン)神父指案件的犯人並不是普通的人類，而是被人類願望所吸引、黑暗世界的子民「阿比斯」。

### 登場人物
哈里斯＝華生（Harris Watson）
故事的主角。在教會內居住的年輕神父，為了找出分屍案件的兇手而東奔西走。一個月前為了保護小孩子受重傷時，突然被一道光包圍全身治癒傷口，因此被指受神的力量保護。自此聽到自稱「神」的聲音，對自己被選為埋葬「阿比斯」的「神的代行者」深信不疑。
實際上哈里斯是冒充「B-rabbit」、犯下案件的真正兇手。他在受重傷時成為「撲克牌的5」契約者，受其操控犯下案件。
奧茲
與哈里斯一起找尋兇手的少年。
實際上是「B-rabbit」的契約者。與基魯巴特合謀引出兇手，目的是從撲克身上得到「紅心皇帝」的契約者的情報，以找回妹妹「愛麗斯」。
基魯巴特
全身黑色打扮的男子。與奧茲合謀引出兇手。
B-rabbit
與奧茲立下契約的「阿比斯」。能力是操控時間。
撲克牌的5
低等的「阿比斯」。與哈里斯立下契約，並操縱他冒充「B-rabbit」犯案。
紅心皇帝
統領撲克們的「阿比斯」。

## 外部連結
- 月刊G Fantasy 潘朵拉之心 介紹網頁 （页面存档备份，存于）（日語）
- 月刊G Fantasy  （页面存档备份，存于）（日語）
- 望月 淳 部落格 （页面存档备份，存于）（日語）
- 動畫官方網頁 （页面存档备份，存于）（日語）
- 網路電台 （页面存档备份，存于）（日語）
- 巴哈姆特PANDORA HEARTS哈拉版 （页面存档备份，存于）